# 波士尼亞與赫塞哥維納伊斯蘭教
伊斯蘭教在波斯尼亚和黑塞哥维那有長久的歷史，是在15世紀由於奧斯曼帝國征服巴爾幹半島而引入。
伊斯蘭教是波士尼亞克人最主要的宗教，他們多是遜尼派哈尼斐學派信徒，少數是什葉派十二伊瑪目派信徒。現在世界上有350萬波士尼亞克人，但據估計155萬人仍住在家鄉波斯尼亞和黑塞哥維那，他們佔國家總人口的40％。而其他的穆斯林則有阿爾巴尼亞人、羅姆人和土耳其人。
到17世紀初，大約三分之二波黑人口是穆斯林。波斯尼亞和黑塞哥維那在1831年的波黑起義後仍然是一個省留在奧斯曼帝國，在1878年柏林會議後獲得了自治權，其後受奧匈帝國臨時控制。 1908年，奧匈帝國正式吞併該地區。
波斯尼亞和阿爾巴尼亞，是奧斯曼帝國在巴爾幹地區行省中，唯一其中大量的人口改信伊斯蘭教獨立後仍然存在大量穆斯林人口的部分（在奧斯曼帝國以前的歐洲行省，那里的穆斯林人口，要麼被驅逐，或同化於基督教，被屠殺）。
由於政府提出世俗化政策，穆斯林只是波士尼亞克人一種外在識別，宗教活動被限制在清真寺和一些生命儀式，如出生、結婚和死亡。而塞爾維亞人、克羅地亞人與波士尼亞克人結婚的不在少數，而他們的子女多不信仰伊斯蘭教。